# 라디오 중심 목진휴입니다
《라디오 중심 목진휴입니다》는 KBS 1라디오에서 방송했던 라디오 시사 프로그램이다.

## 진행
- 목진휴 국민대학교 교수